# Cosmosoma galatea
Cosmosoma galatea är en fjärilsart som beskrevs av William Schaus 1912. Cosmosoma galatea ingår i släktet Cosmosoma och familjen björnspinnare. Inga underarter finns listade i Catalogue of Life.